# David Denton
David Kipling Denton (Marondera, 5 febbraio 1990) è un ex rugbista a 15 zimbabwese internazionale per la Scozia, attivo in carriera nel ruolo di terza linea centro.
Ha interrotto prematuramente la sua carriera a 29 anni a causa di una commozione occorsagli durante uno scontro di gioco nell'ottobre 2018.

## Biografia
Nato a Marondera nello Zimbabwe, Denton si trasferì in Gran Bretagna per studiare economia all'Università di Edimburgo.
Già giocatore di rugby con un'esperienza maturata in Sudafrica con E.P. Elephants, nel 2010 si legò all'Edimburgo.
Idoneo a rappresentare la Scozia grazie alle origini di sua madre, nativa di Glasgow, debuttò nella nazionale del Cardo il 6 agosto 2011 contro l'Irlanda in occasione di un test match di preparazione alla Coppa del Mondo 2011, alla quale tuttavia non prese parte.
Nel 2013 Denton prolungò per ulteriori tre stagioni a Edimburgo rifiutando altre offerte.
Reduce dalla Coppa del Mondo di rugby 2015, dove con la Scozia raggiunse gli ottavi di finale, nel mese di novembre ufficializzò il suo passaggio al Bath.
Dopo diversi cambi di squadra approdò nel 2018 a Leicester: una commozione cerebrale occorsagli durante uno scontro di gioco a ottobre, tuttavia, lo rese indisponibile per tutto il resto del campionato dopo solo 6 incontri; mai più tornato in campo da tale incidente, nel settembre 2019 annunciò il ritiro dall'attività sportiva su consiglio medico.